# Cuộc nổi dậy của Kamwina Nsapu
Bản mẫu:Campaignbox Conflict in Congo
Cuộc nổi dậy của Kamwina Nsapu là cuộc nổi dậy đang diễn ra của quân Kamwina Nsapu chống lại các lực lượng an ninh quốc gia ở Cộng hòa Dân chủ Congo (DRC), tại các tỉnh Kasaï-Central, Kasaï, Kasai-Oriental và Lomami. Cuộc chiến bắt đầu sau khi lực lượng dân quân do Kamwina Nsapu tấn công đã tấn công lực lượng an ninh vào tháng 8 năm 2016.

## Diễn biến
Vào tháng 6 năm 2016, Kamwina Nsapu, sinh ra ở Jean-Pierre Pandi, một lãnh đạo quân phiệt địa phương đã thừa kế kế hoạch từ người cha quá cố, phản đối quyền lực của chính quyền trung ương và bắt đầu kêu gọi nổi dậy và tấn công cảnh sát địa phương.